# Twike
 (juillet 2024).
La mise en forme du texte ne suit pas les recommandations de Wikipédia : il faut le « wikifier ».
Les points d'amélioration suivants sont les cas les plus fréquents :
- Les titres sont pré-formatés par le logiciel. Ils ne sont ni en capitales, ni en gras.
- Le texte ne doit pas être écrit en capitales (les noms de famille non plus), ni en gras, ni en italique, ni en « petit »…
- Le gras n'est utilisé que pour surligner le titre de l'article dans l'introduction, une seule fois.
- L'italique est rarement utilisé : mots en langue étrangère, titres d'œuvres, noms de bateaux, etc.
- Les citations ne sont pas en italique mais en corps de texte normal. Elles sont entourées par des guillemets français : « et ».
- Les listes à puces sont à éviter, des paragraphes rédigés étant largement préférés. Les tableaux sont à réserver à la présentation de données structurées (résultats, etc.).
- Les appels de note de bas de page (petits chiffres en exposant, introduits par l'outil «  Source ») sont à placer entre la fin de phrase et le point final[comme ça].
- Les liens internes (vers d'autres articles de Wikipédia) sont à choisir avec parcimonie. Créez des liens vers des articles approfondissant le sujet. Les termes génériques sans rapport avec le sujet sont à éviter, ainsi que les répétitions de liens vers un même terme.
- Les liens externes sont à placer uniquement dans une section « Liens externes », à la fin de l'article. Ces liens sont à choisir avec parcimonie suivant les règles définies. Si un lien sert de source à l'article, son insertion dans le texte est à faire par les notes de bas de page.
- La présentation des références doit suivre les conventions bibliographiques. Il est recommandé d'utiliser les modèles {{Ouvrage}}, {{Chapitre}}, {{Article}}, {{Lien web}} et/ou {{Bibliographie}}. Le mode d'édition visuel peut mettre en forme automatiquement les références.
- Insérer une infobox (cadre d'informations à droite) n'est pas obligatoire pour parachever la mise en page.

Pour une aide détaillée, merci de consulter Aide:Wikification.
Si vous pensez que ces points ont été résolus, vous pouvez retirer ce bandeau et améliorer la mise en forme d'un autre article.
Twike, basé à Rosenthal, est un constructeur allemand de véhicules électriques légers de la classe de véhicules L5e (moto-citerne américain) dans l'Union européenne. Le produit principal, le Twike (un mot-valise à partir de twin et vélobike), est un véhicule hybride homme-électrique (HEHV) conçu pour transporter deux passagers et la cargaison. Essentiellement un vélomobile avec un moteur électrique hybride, il peut être piloté en mode électrique seul ou en mode électrique et de puissance de la pédale,.

## Historique

### Prototype de l'ETH Zurich
Le prototype Twike 1 a été conçu par des étudiants de ETH Zurich. Il a été développé pour l'Expo 86 de Vancouver en 1986. Le tricycle, initialement conçu en Suisse, était à l'origine un pur vélomobile sans assistance motorisée. Inspiré par le succès du Twike I, un groupe de passionnés a commencé à développer la deuxième génération pour en faire un véhicule utilisable tous les jours sur la route,.

### Twike 2 avec moteur électrique
Afin de pouvoir rivaliser avec d'autres voitures dans le quotidien, un prototype d'assistance électrique a été développé et présenté au public en 1991 sous le nom de Twike II. En 1992, Twike AG, basée à Gelterkinden, en Suisse, a été fondée pour apporter le prototype à la production en série. Il a été développé en collaboration avec Alusuisse-Lonza Holding et présenté pour la première fois à l'exposition HEUREKA à Zurich,.

### Production de série à partir de 1995
En 1992, Twike AG a décidé de développer davantage le Twike II en un véhicule de série et a commencé à chercher des capitaux et des clients. La production du Twike III a commencé en 1995, trois ans plus tard. Au cours de la première année, le groupe AG réformé a produit et vendu 190 véhicules, principalement en Suisse et en Allemagne. En 1999, Twike AG a fusionné avec la société suisse S-LEM AG, qui a été autorisée à assembler le Twike lui-même à partir de 1997, pour former SwissLEM AG, basée à Hochdorf, en Suisse.

### FINE Mobile à partir de 1998
En 1998, FINE Mobile GmbH a été fondée à [9]Augsbourg. L'objectif des actionnaires était d'être l'importateur général pour l'Allemagne. La même année, FINE Mobile a également lancé la chaîne de production allemande. Les kits importés de Suisse ont finalement été assemblés en Allemagne. L'une des raisons en était la réglementation allemande d'approbation, qui nécessitait, par exemple, un pare-brise en verre feuilleté, tandis que la série suisse était équipée de plexiglas.

### Twike GmbH
Lorsque SwissLEM a fait faillite au cours de l'été 2002, FINE Mobile a repris les droits de production et de marque pour le Twike. En 2002, le siège de la société a également été transféré d'Augsbourg à Rosenthal. Depuis lors, FINE Mobile GmbH de Rosenthal est le détenteur des droits et le seul producteur de Twike dans le monde entier. Au début de 2020, FINE Mobile GmbH a changé de nom pour devenir TWIKE GmbH.

## Produits

### Twike 1
Le Twike 1 est un vélo à deux places avec un corps. L'expérience ergonomique et aérodynamique a été développée par des étudiants suisses à l'ETH zurich. L'idée a été présentée à l'EXPO de Vancouver en 1986. Le concept est basé sur un vélo couché dans lequel deux personnes pédaillent côte à côte. Le premier modèle de Twike était purement musclé et non électrifié. Il pesait 50 kg et pouvait être accéléré jusqu'à une vitesse allant jusqu'à 50 km/h. En 1986, il a remporté un prix d'ergonomie à l'Exposition universelle de Vancouver,,.

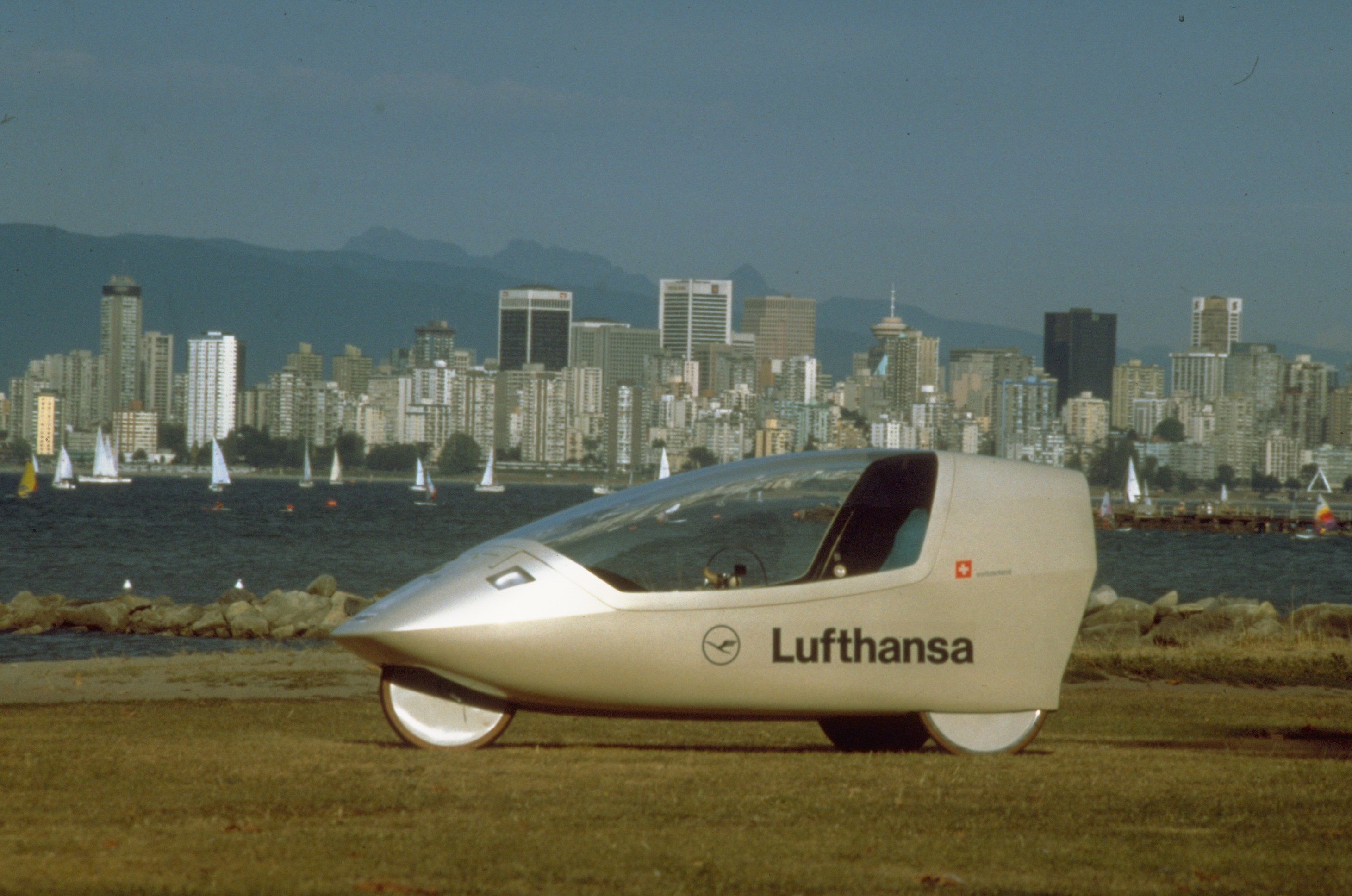
Twike 1 - Expo 1986

### Twike 2
Le Twike 2 a été introduit en 1991. Il avait un entraînement de pédale de ceinture avec une transmission mécanique à variation continue et un moteur à courant continu alimenté par des batteries NiCd pour entraîner le véhicule. Avec le soutien d'un moteur électrique, l'aptitude du modèle hybride à une utilisation quotidienne a été considérablement améliorée.

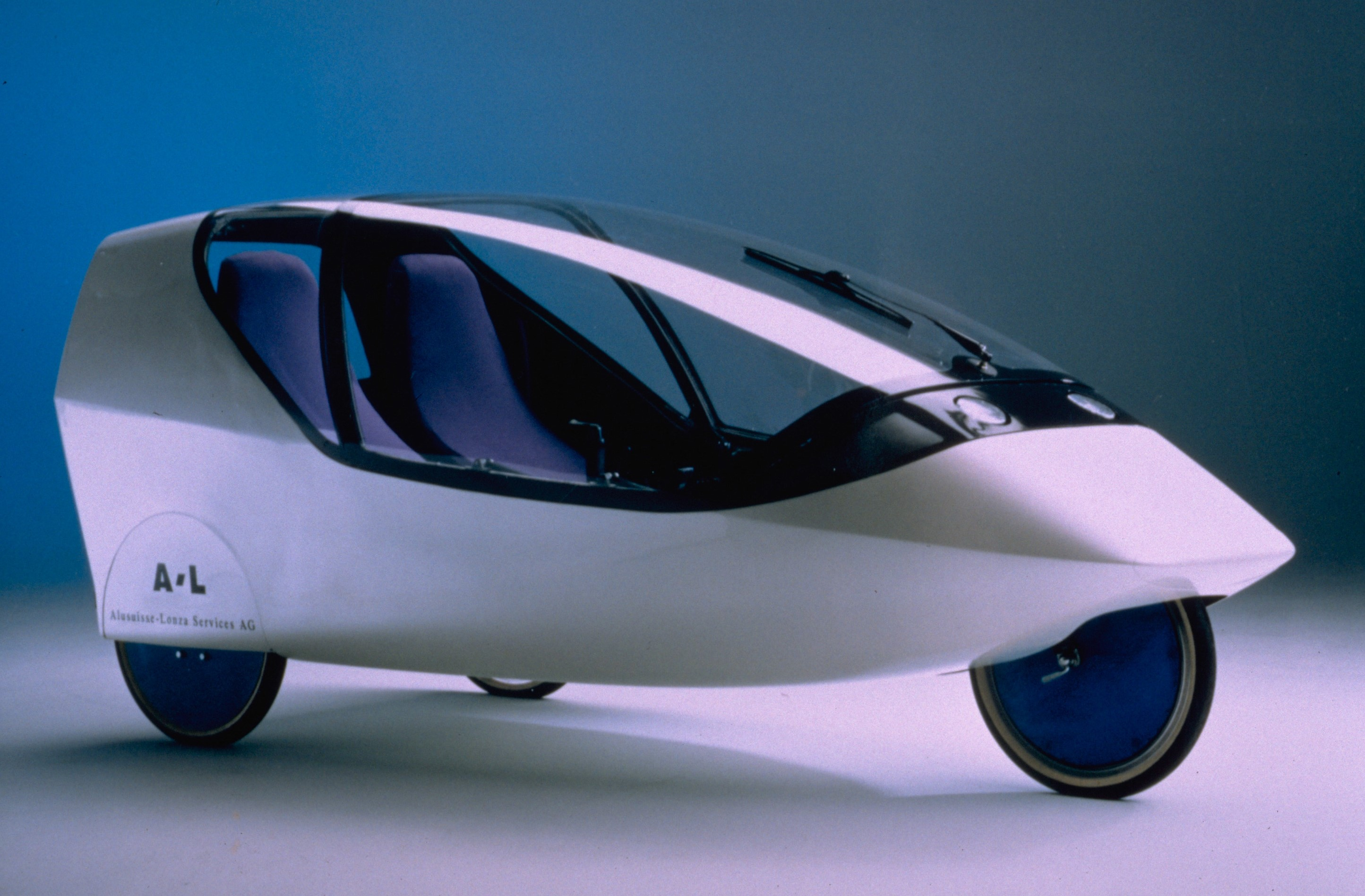
Twike 2 (Twike Klub 1991)

### Twike 3
Le Twike 3 a été construit presque inchangé depuis que son développement a été achevé en 1995. Seules des modifications mineures ont été apportées à la carrosserie, à l'intérieur et aux piles depuis lors. Depuis le début de la construction, plus de 1 000 véhicules ont été construits à la main. En raison de l'amélioration constante de la capacité de la batterie pendant la période de construction, l'intervalle du Twike 3 est passé d'environ 60 km initialement à plus de 610 km récemment.

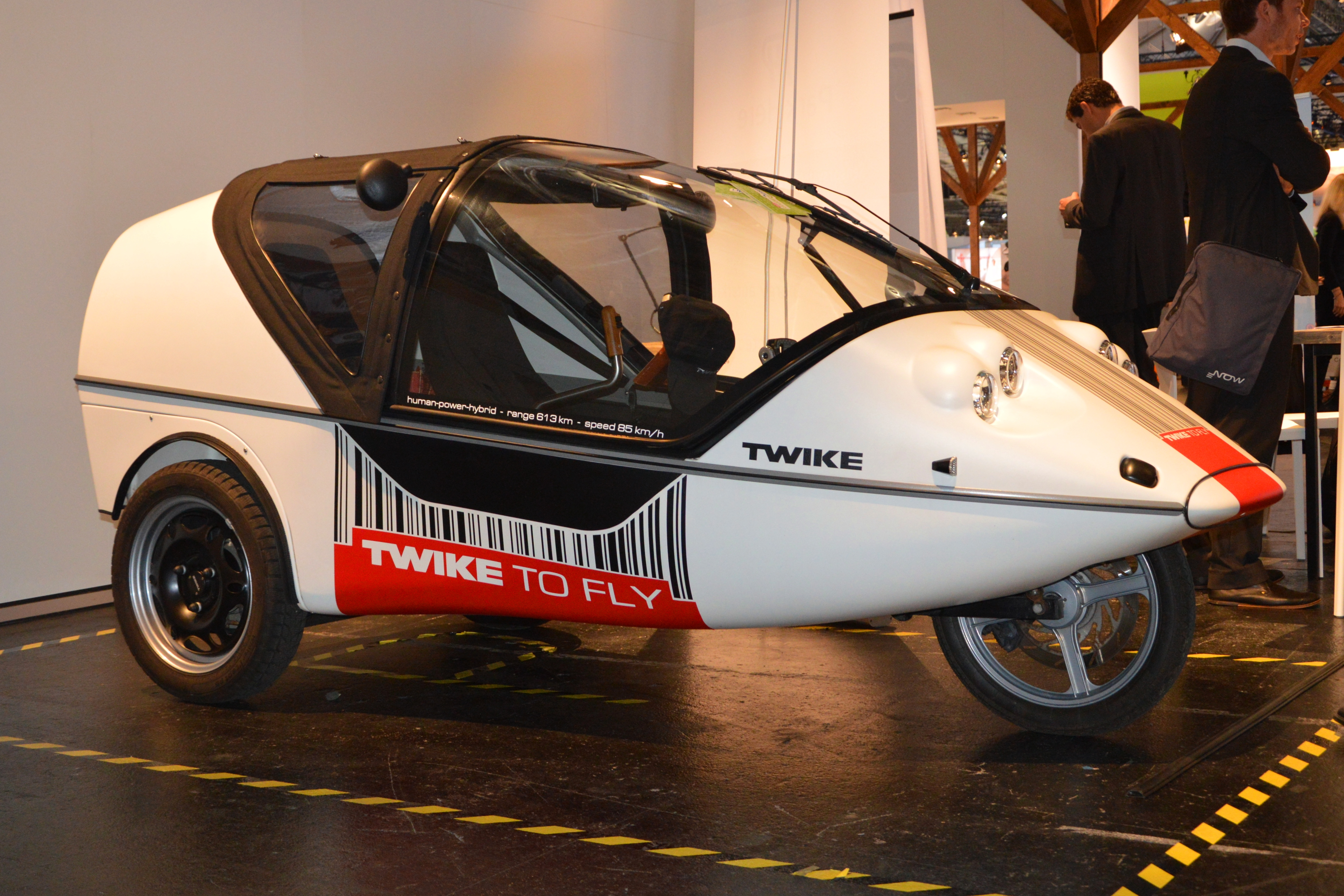
Twike 3 au IAA 2015 à Francfort
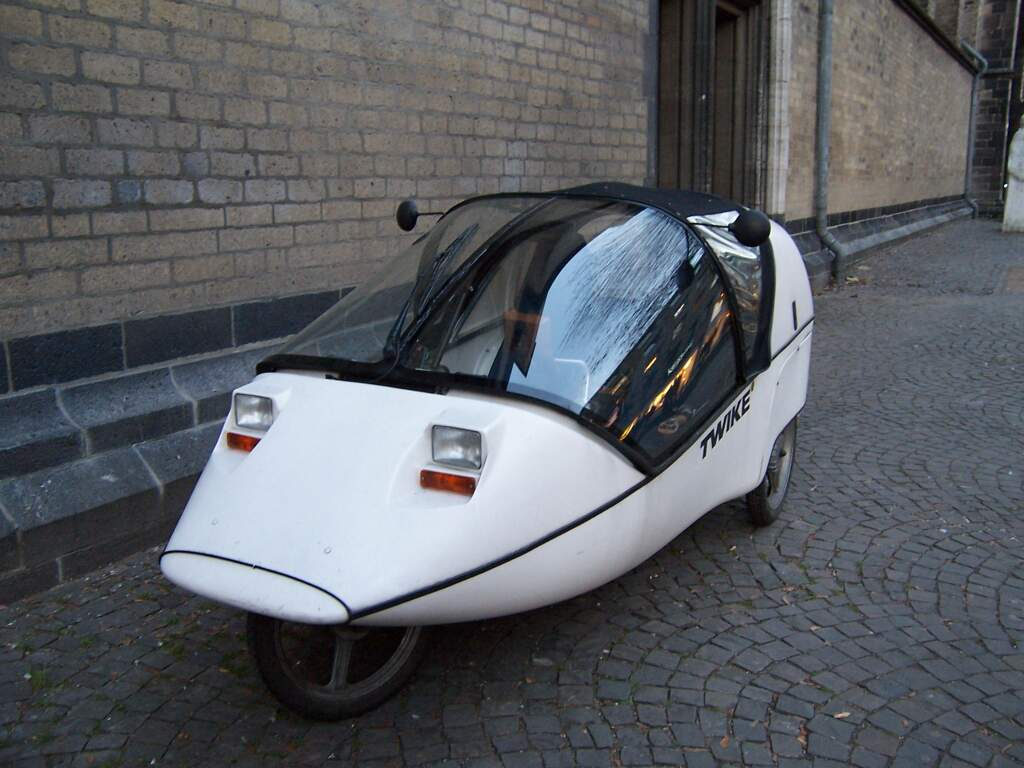
Twike 3 Facelift vue de face
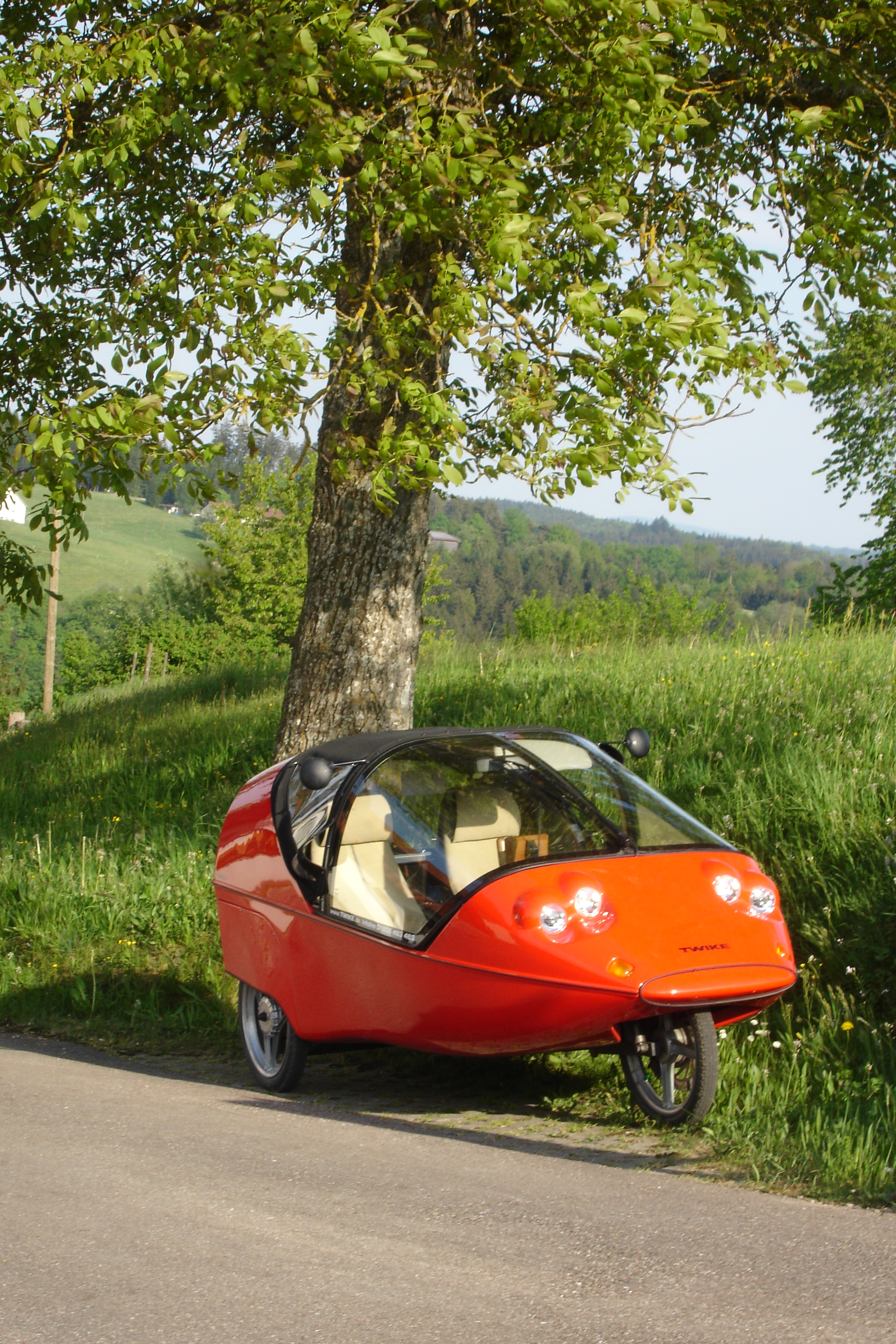
Red Twike Active
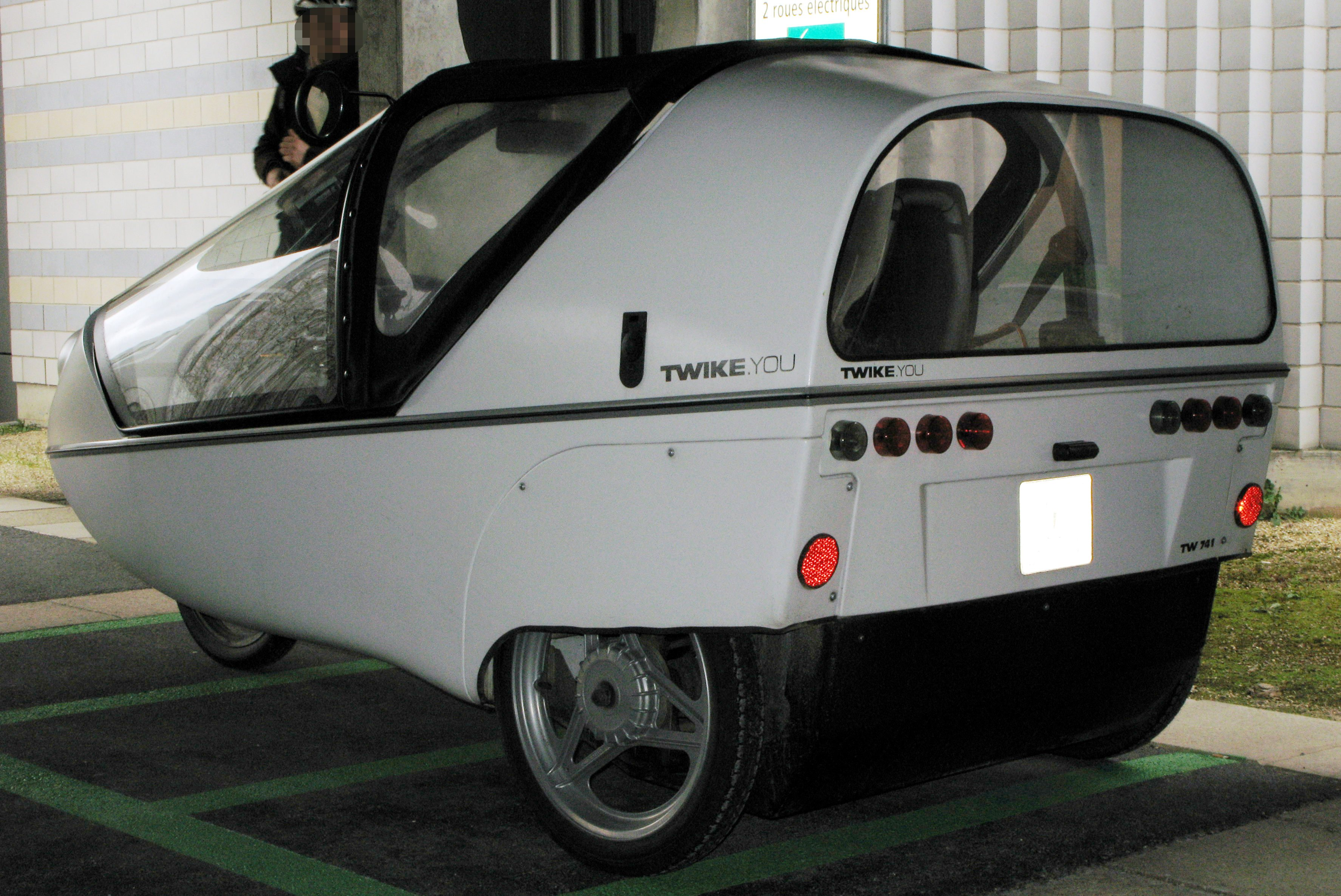
Twike 3 Facelift rear view

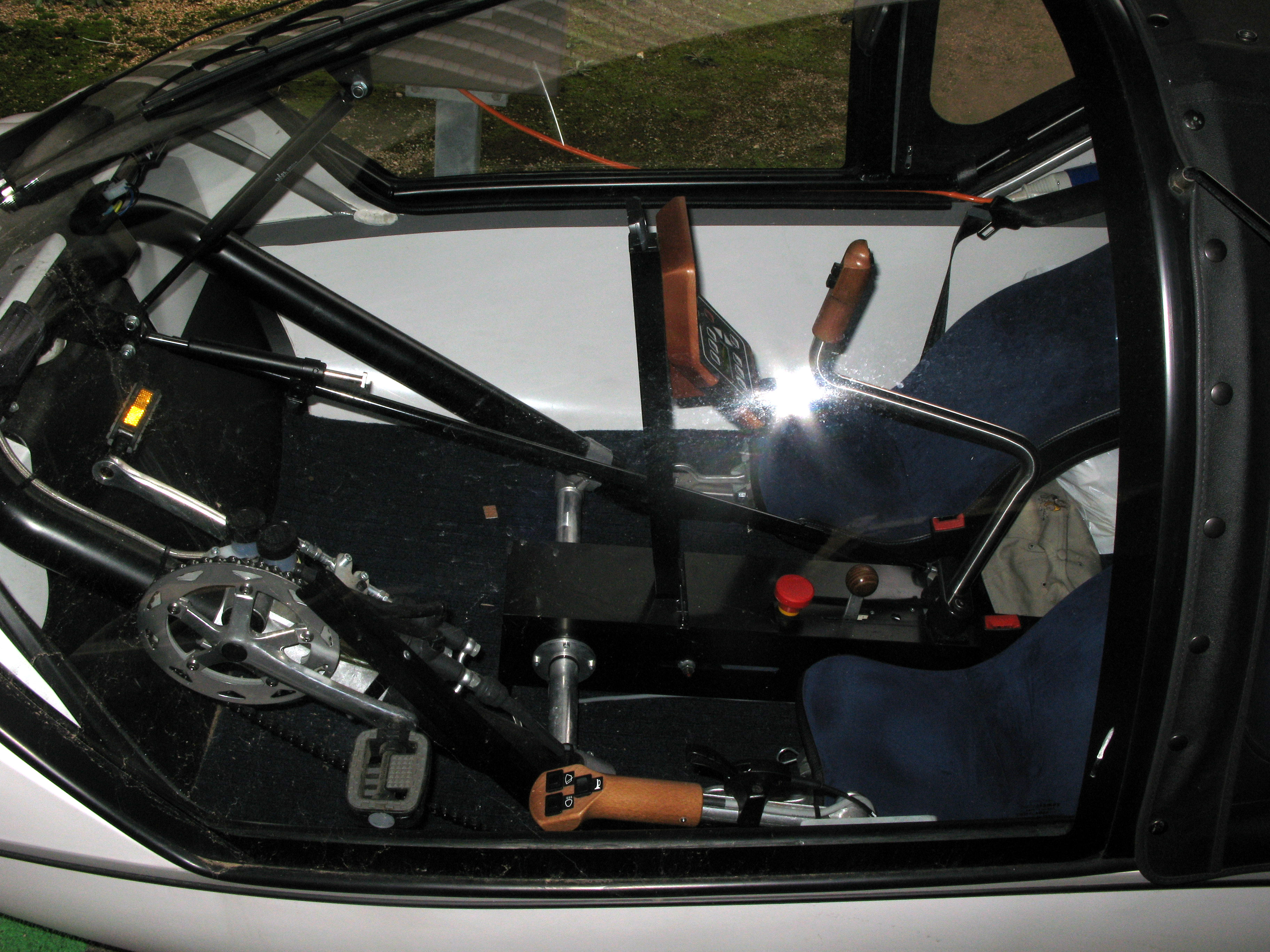
Vue intérieure Twike 3
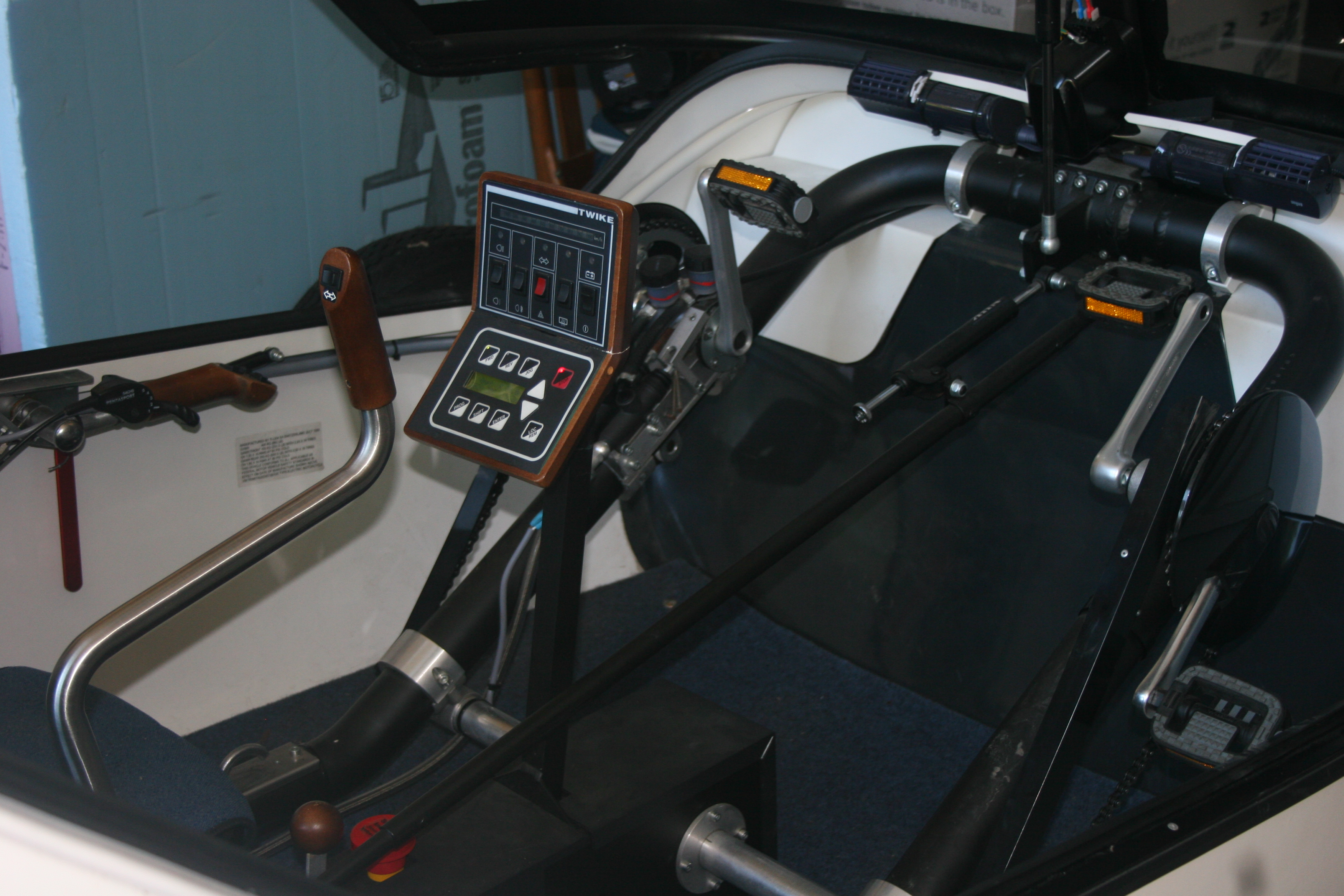
Intérieur Twike Active de 1998

#### Construction
Le Twike 3 est essentiellement un vélomobile construit à partir de matériaux légers tels que l'aluminium (cadre) et le plastique (coque) avec un entraînement électrique. Le véhicule électrique léger de la classe de véhicule de l'UE L5e peut fonctionner soit uniquement électriquement, soit en plus avec une puissance de pédale pour augmenter la portée. La plate-forme de la conception en trois roues correspond à la forme de base d'une "delta" avec une roue avant (revirable) et un essieu arrière à deux roues et est conçue pour transporter deux personnes plus le fret. Tant le moteur que les batteries, le compartiment à bagages et une grande partie du poids des personnes transportées sont placés sur l'essieu arrière avec un centre de gravité bas. Il en résulte une stabilité de basculement favorable. Le capot du Twike 3 sert de barre de rouleau supplémentaire et porte la fenêtre en verre feuilleté (sous réserve d'un enregistrement en Allemagne) ou une fenêtre plexiglas plus légère et le dessus convertible ou targa amovible,.

#### Fonctionnement
Le Twike 3 est dirigé à l'aide d'une œil de côté (serre de roulement) entre les sièges. Deux boutons à deux étages sur la couverture sont utilisés pour l'accélération et le freinage, y compris la récupération. Un panneau de commande situé au milieu de la cabine contient les commandes des projecteurs, des feux de brouillard arrière, des feux de détresse, du ventilateur de chauffage du pare-brise, de l'interrupteur marche/arrêt et de l'ordinateur de bord. À gauche du conducteur se trouve le levier de frein à main avec d'autres commandes intégrées: feux de route, essuie-glace et cornet. Pour entrer, le capot est relevé vers l'avant, soutenu par un ressort à gaz. L'accélération et le freinage sont commandés par deux boutons à deux étages sur le levier de direction de droite. Pour le freinage d'urgence et pour l'arrêt ou le stationnement, le conducteur actionne le système de pédale à l'aide de la pédale arrière. En plus d'étendre la gamme, le moteur de la pédale commutable a également une fonction d'aptitude,.

#### Moteur
Pour la propulsion, le Twike 3 comporte un moteur électrique triphasé avec une puissance nominale de 3 kW et une puissance maximale de 9 kW. Les deux roues arrière sont entraînées directement par un moteur par l'intermédiaire d'un différentiel. Cela permet au véhicule d'atteindre une vitesse de 85 km/h sur un sol plat. Un moteur à pédale est installé pour le conducteur et le passager. Il peut fonctionner indépendamment l'un de l'autre, mais n'est pas nécessaire pour la propulsion. L'assistance à la pédale est conçue pour des vitesses allant jusqu'à 70 km/h en tant que norme. Sur certains modèles, le rapport de vitesses est augmenté de sorte que vous pouvez pédaler confortablement même à la vitesse maximale. L'accélération à l'arrêt à l'aide de la puissance musculaire n'est pas prévue et ne peut être réalisée qu'avec un effort intensif, même sur un terrain plat,.

#### Alimentation électrique
La technologie des batteries a fait des progrès considérables depuis le lancement du Twike. L'introduction des batteries Li-ion dans l'année modèle 2008 a représenté un grand pas en avant pour ce qui est de la portée et de la stabilité du cycle. Le Twike a été le premier véhicule produit en série au monde à utiliser des batteries Li-ion. Le Twike 3 a été produit pour la dernière fois avec des batteries lithium-ion dans cinq classes de performance. La plus petite unité de batterie fournit 3,53 kWh avec une portée de plus de 80 km et la plus grande 24,7 kWh avec une portée allant jusqu'à 613 km. La batterie peut être chargée à une prise domestique classique, mais aussi à une station de charge publique. L'énergie est également récupérée pendant le freinage à récupération, et le système électrique est déchargé par le système de pédale, qui transfère sa puissance directement à la transmission. Les deux systèmes fonctionnent en parallèle et non en série.

#### Consommation et gamme
Le poids du Twike 3 est de 240-350 kilogrammes. Selon le style de la batterie et du type de conduite, la portée se situe entre 40 et 613 km avec une consommation d'environ 4 à 7 kWh/100 km. Cela correspond à 14,4-2-2 mégajoules/100 km. La consommation d'énergie nettement plus faible par rapport au moteur à combustion est due au rendement beaucoup plus élevé de l'entraînement électrique, à la conception aérodynamiquement favorable avec une petite section transversale et à la construction légère (aluminium, plastique). La vitesse de pointe modérée et le freinage à récupération ont également un effet positif sur la consommation de carburant de Twike 3. En 2020, l'Agence américaine de protection de l'environnement (EPA) a procédé à une comparaison de la consommation de carburant de plusieurs véhicules électriques immatriculés aux États-Unis. La Tesla Model 3 Long Range AWD, année modèle 2021, a été classée au premier rang dans le tableau avec une consommation de 25 kWh/100 miles (équivalent à 15,5 kWh/100 km). La technologie vieille de 25 ans de la Twike 3 sous-cote cette valeur d'au moins la moitié.

### Twike 4
Un concept de cadre du Twike 5 a été présenté pour la première fois au Salon de l'automobile de Genève en 2019. Contrairement au Twike 4, qui était conçu comme prototype dès le départ, le modèle 5 est en cours de développement pour la production en série. Globalement, l'objectif est de créer un véhicule dont la vitesse maximale est de 190 km/h qui soit plus similaire à une voiture classique pour ce qui est du confort de conduite et de la sécurité. Les similitudes avec le Twike 3 sont limitées à la classe des véhicules de l'UE et la possibilité de réduire la consommation d'énergie du véhicule par une assistance musculaire, à l'exception de la suspension delta. Au lieu d'une pousse à pédale directe avec une chaîne, un générateur de pédale (300 watts, de série sur le côté du conducteur, optionnel du côté passager) est utilisé.

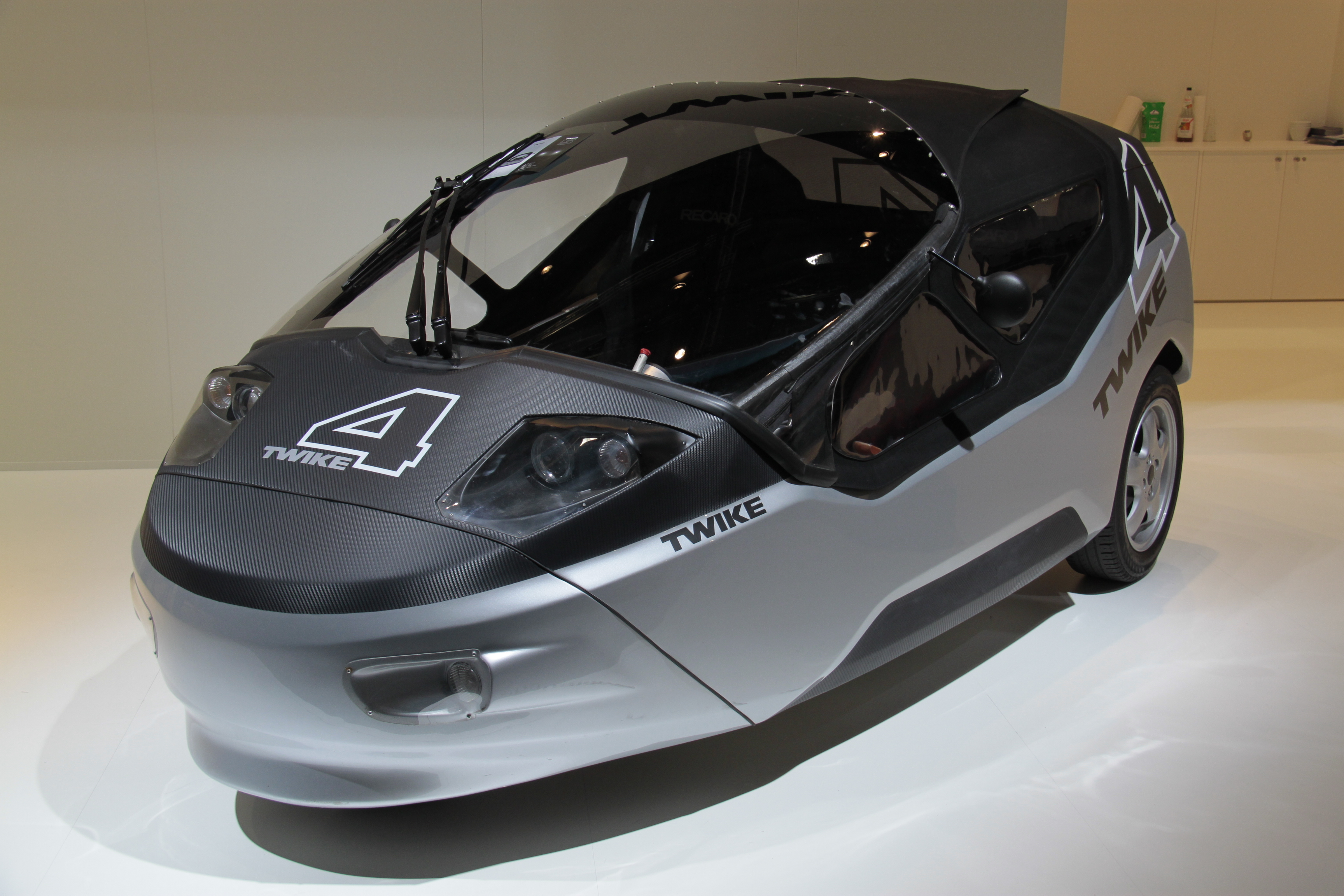
Twike 4 au IAA 2015 Frankfurt
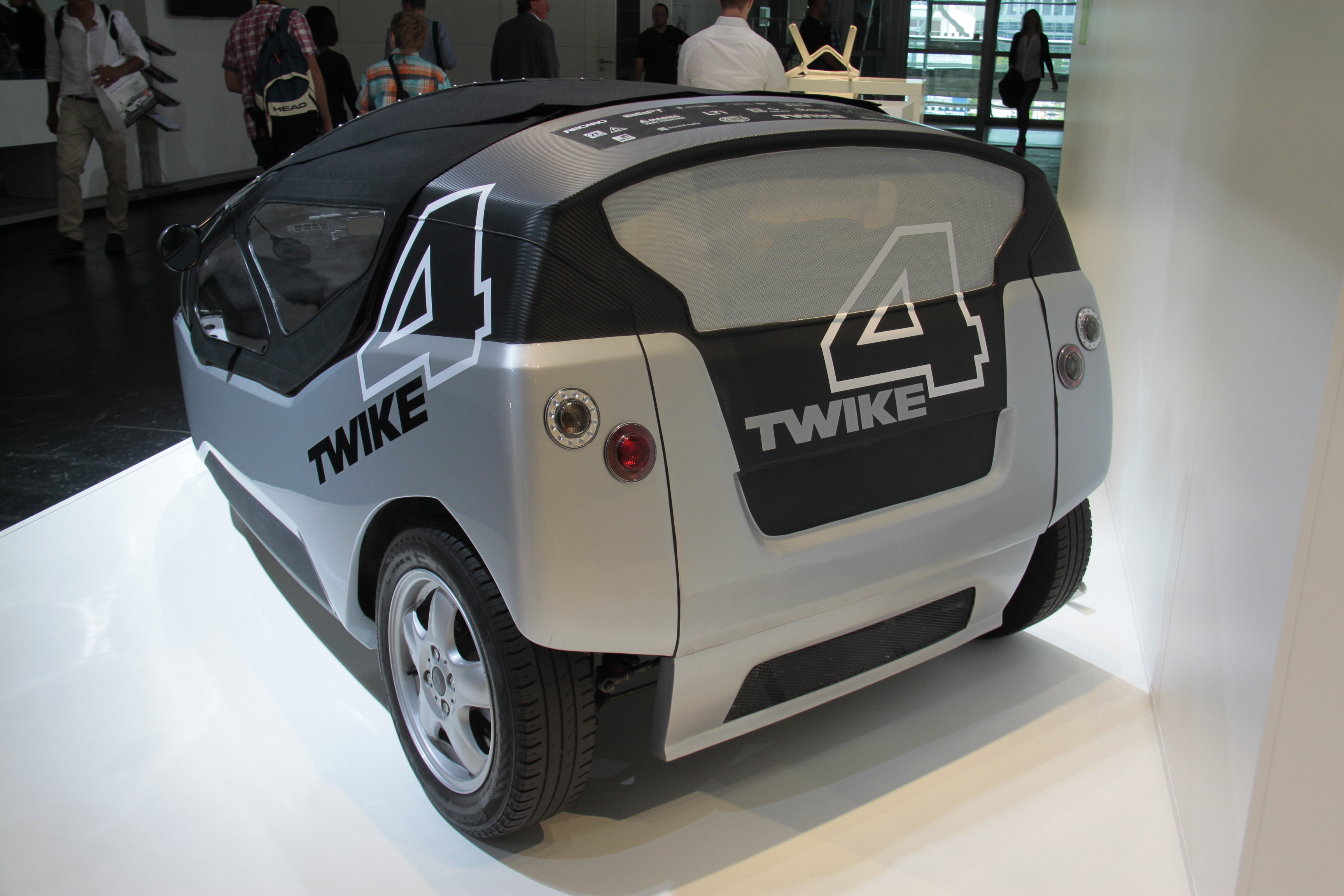
Twike 4 IAA 2015
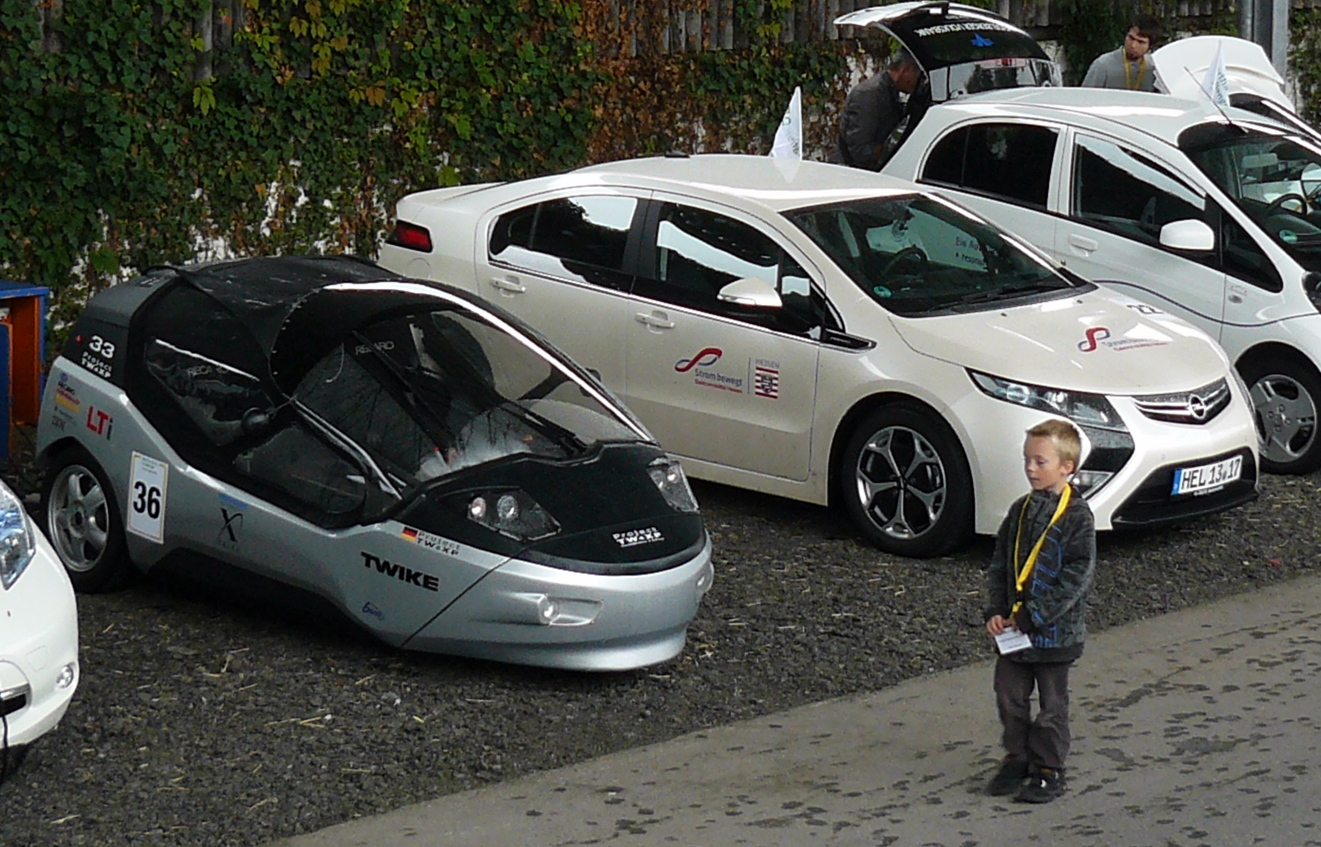
Twike TW4XP

### Twike 5

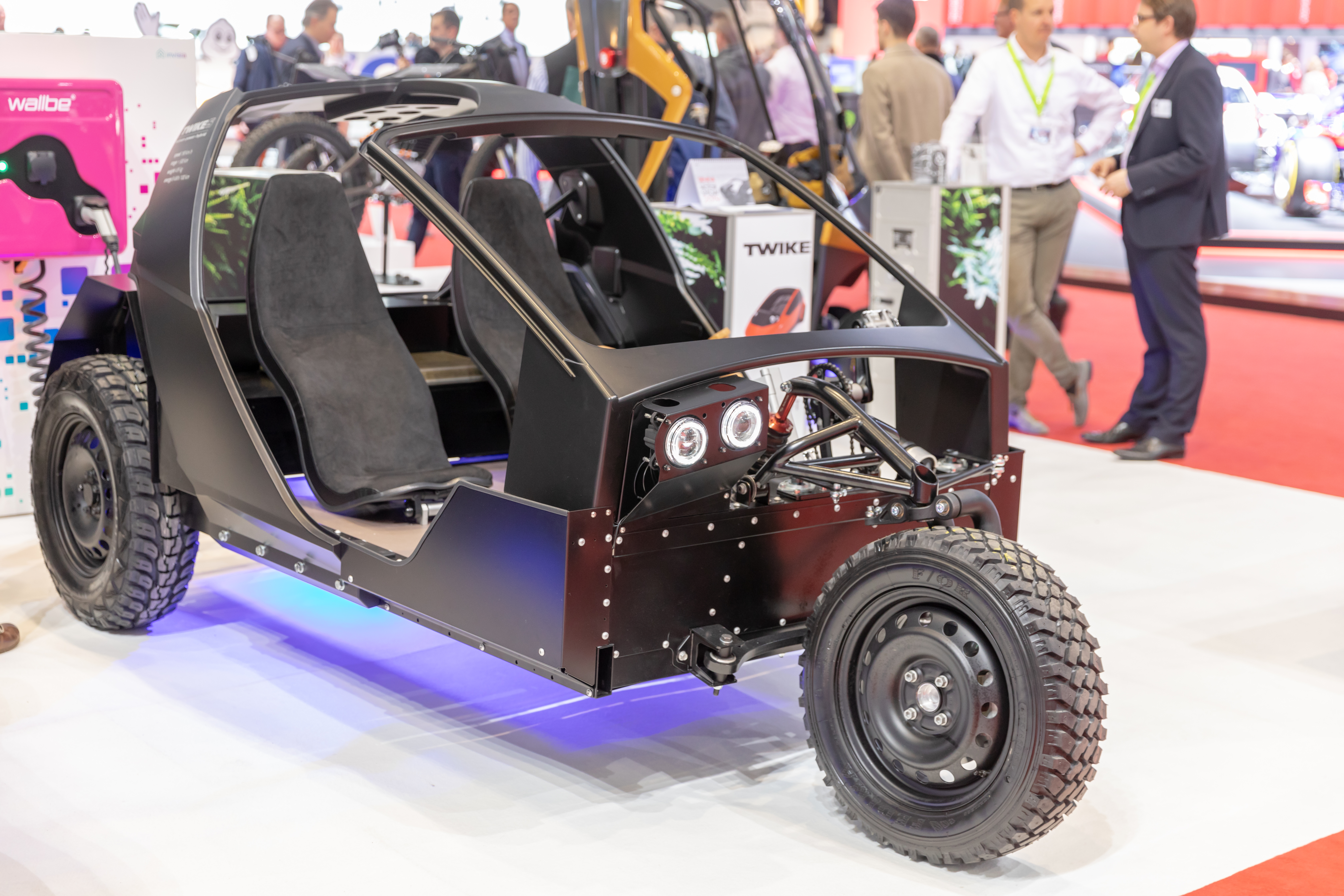
Twike 5 at the Geneva International Motor Show 2019

Un concept de cadre du Twike 5 a été présenté pour la première fois au Salon de l'automobile de Genève en 2019. Contrairement au Twike 4, qui était conçu comme prototype dès le départ, le modèle 5 est en cours de développement pour la production en série. Globalement, l'objectif est de créer un véhicule dont la vitesse maximale est de 190 km/h qui soit plus similaire à une voiture classique pour ce qui est du confort de conduite et de la sécurité. Les similitudes avec le Twike 3 sont limitées à la classe des véhicules de l'UE et la possibilité de réduire la consommation d'énergie du véhicule par une assistance musculaire, à l'exception de la suspension delta. Au lieu d'une pousse à pédale directe avec une chaîne, un générateur de pédale (300 watts, de série sur le côté du conducteur, optionnel du côté passager) est utilisé,.

#### Construction
Le développement du Twike 5 a commencé en 2015 dans le but de jouer un rôle de premier plan dans le transport à courte distance sur le marché automobile. Le véhicule électrique léger combine un vélo couché, un vélo électrique et une voiture électronique et se compose d'une cellule de sécurité modulaire avec un cadre en aluminium et une barre de rouleau en acier à haute résistance. Il doit être enfermé dans du plastique naturel renforcé par des fibres. Par rapport au Twike 3, les batteries, comme dans le zwike 4, se déplacent de l'arrière sous les sièges sous les sièges. Il en résulte un centre de gravité plus bas. La stabilité optimale du tricycle a été améliorée et, avec une largeur de véhicule de 1,55 m, est optimale et correspond à celle d'une voiture de sport. En outre, la série 5 a un nouveau concept de capot, est plus léger de 100 kg et a un bras oscillant à double bras de fuite avec une bride de roulement de roue pour les jantes de voiture classiques sur l'essieu avant. L'essieu arrière est équipé d'une suspension composite DeDion twistable avec barre de stabilisation,.

#### Fonctionnement
Une innovation importante est le nouveau système de direction avec accélération basculante introduite sur le Twike 4, y compris un bouton poussoir à 2 étages pour l'accélération et le freinage électrique. Deux rideaux mécaniques sont utilisés pour la direction. Il correspond au principe de la direction du câble. Si la main gauche tire le levier vers l'arrière, le Twike 5 se déplace vers la gauche. Si la main droite tire le levier, le Twike 5 se déplace vers la droite. La vitesse peut être changée en continu sur les deux leviers du système de direction. Le régulateur de vitesse, les commandes d'indicateurs, les feux, les essuie-glaces et une fonction de défilement et de sélection pour l'écran sont également intégrés dans les poignées. Un permis de conduire pour l'ancienne classe B ou la nouvelle classe A1 est exigé pour le véhicule.

#### Moteur
L'entraînement principal est assuré par un moteur synchrone de 70 kilowatts avec boîte de réduction et traction arrière. Selon le constructeur, l'entraînement atteint une vitesse allant jusqu'à 190 km/h dans la configuration de la plus grande batterie. L'accélération simulée de 0 à 100 km/h prend au moins 3,8 s au moins. Jusqu'à 20 % aux vitesses urbaines peuvent être atteints en pédalant.

#### Alimentation électrique
Le Twike 5 est disponible en deux tailles. Les modules de batterie lithium-ion variant entre 18 et 36 kWh. En plus d'une charge d'une heure à une station de charge DC, une batterie déchargée peut également être chargée dans les 10 heures à l'aide d'une prise domestique. En outre, l'énergie de freinage est réinjectée dans la batterie en cours de fonctionnement. Le concept "Human Power Hybrid" prévoit la production d'électricité par pédalage actif et le passage direct dans la batterie.

#### Consommation et gamme
La société propose le modèle TWIKE 5 en deux variantes avec des tailles de batterie différentes. Bien que le même moteur soit installé dans tous les modèles, la taille de la batterie influe sur la portée et les performances. La taille de la batterie de 18 kWh a une portée de plus de 250 km. Avec la variante de 36 kWh, une portée de plus de 500 km sera possible. Le conducteur peut augmenter la gamme manuellement à l'aide des pédales intégrées.

## Livres
- Linde, Arvid (2010). Les voitures électriques – L'avenir, c'est maintenant. Veloce. p. 87.  (ISBN 9781845844981).
- The 2011 Electric Car Guide: Discover the truth about owning and using electric cars, Michael Boxwell,  (ISBN 1907670068), Greenstream Publishing (2011)
- Hoogma, Remco; Kemp, René; Schot, Johan; Bernhard Truffer (2005). Expérience des transports durables : l'approche de la gestion stratégique des niches. Routledge. pp. 107 à 8.  (ISBN 9781134488223).